# Quick Change
Quick Change is een comedyfilm uit 1990, met Bill Murray, Howard Franklin, Geena Davis, Randy Quaid en Jason Robards. Enkele gastrollen zijn gespeeld door Tony Shalhoub, Stanley Tucci, Phil Hartman, Victor Argo, Kurtwood Smith, Bob Elliott, and Philip Bosco. De film is gebaseerd op het gelijknamige boek van Jay Cronley. De première was op 13 juli 1990.
De film speelt zich af in New York, vooral in de buurt van Manhattan en Queens, met scènes rondom de metro van New York en in John F. Kennedy International Airport. Times Square, het Empire State Building en het Vrijheidsbeeld zijn ook te zien in de film.

## Plot
Grimm berooft verkleed als clown een bank en heeft enkele gijzelaars. Na een rustig verloop laat hij drie gijzelaars vrij, waaronder hijzelf en zijn twee handlangers. De politie denkt daarentegen dat de clown zich nog steeds in de bank bevindt. Met al het geld in hun kleren verstopt, vluchten ze voor de politie. Als het politiekorps de bank bestormt, vinden ze de gijzelaars en komen ze erachter dat de vrijgelaten gijzelaars de inbrekers zijn. Na enkele vluchtpogingen rennen de overvallers bij een club van Lombino (Kurtwood Smith) binnen. Daar ontfutselen ze geld van de misdadigers. Als Lombino hierachter komt, gaat hij met zijn gang ook achter de overvallers aan. Als ze eindelijk op het vliegveld komen, en ze het vliegtuig betreden, bestormt de politie het vliegtuig en neemt het Lombino gevangen, in plaats van de overvallers. Zij ontkomen.

## Rolverdeling
| Acteur      | Personage      |
| ----------- | -------------- |
| Bill Murray | Grimm          |
| Geena Davis | Phyllis Potter |
| Randy Quaid | Loomis         |